# Города Азорских островов

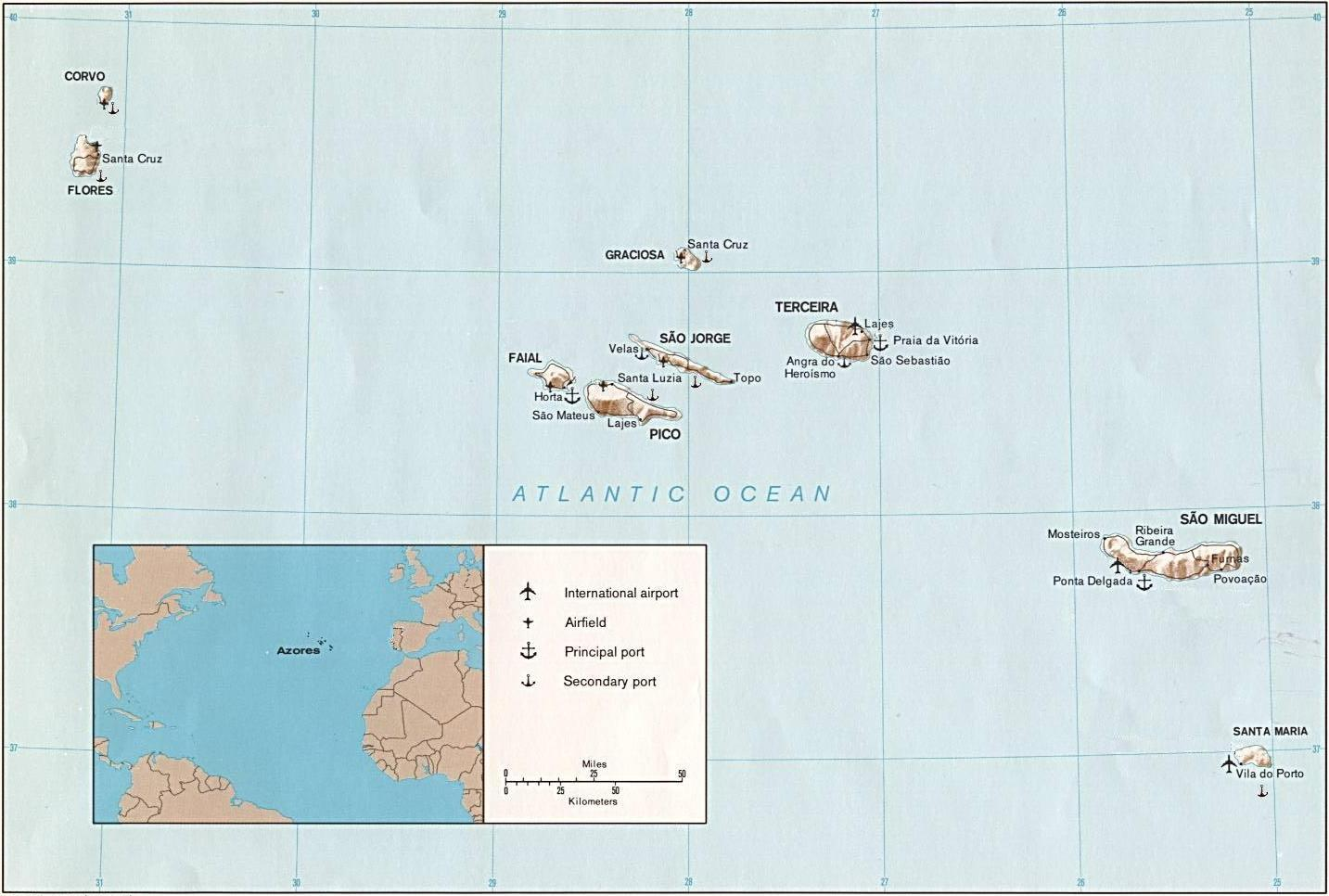
Карта Азорских островов.

Список городов, расположенных на Азорских островах.

## Санта-Мария

### Вила-ду-Порту
- Алмагрейра (Вила-ду-Порту)
- Санта-Барбара (Вила-ду-Порту)
- Санту-Эшпириту
- Сан-Педру (Вила-ду-Порту)
- Вила-ду-Порту

## Сан-Мигел

### Лагоа
- Агуа-де-Пау
- Кабоку
- Носса-Сеньора-ду-Розариу (Лагоа)
- Рибейра-Шан
- Санта-Круш (Лагоа)

### Нордеште
- Ашада (Сан-Мигел)
- Ашадинья
- Алгарвия
- Ломба-да-Фазенда

- Нордеште
- Салга
- Сантана
- Санту-Антониу-де-Нордештинью
- Сан-Педру-де-Нордештинью

### Понта-Делгада
- Ажуда-да-Бретанья
- Аррифеш
- Канделария (Понта-Делгада)
- Капелаш
- Ковоада
- Фажан-де-Байшу
- Фажан-де-Сима
- Фенайш-да-Луш
- Фетейраш
- Жинетеш
- Ливраменту (Понта-Делгада)
- Моштейруш (Понта-Делгада)
- Пилар-да-Бретанья
- Релва
- Ремедиуш
- Санта-Барбара (Понта-Делгада)
- Санта-Клара (Понта-Делгада)
- Санту-Антониу (Понта-Делгада)
- Сан-Жозе (Понта-Делгада)
- Сан-Педру (Понта-Делгада)
- Сан-Роке (Понта-Делгада)
- Сан-Себаштиан (Понта-Делгада)
- Сан-Висенте-Феррейра
- Сете-Сидадеш (Понта-Делгада)

### Вила-да-Повуасан
- Агуа-Реторта
- Файал-да-Терра
- Фурнаш
- Носса-Сеньора-душ-Ремедиуш (Повоасан)
- Повоасан (район)
- Рибейра-Кенте

### Рибейра-Гранде
- Кальеташ
- Консейсан (Рибейра-Гранде)
- Фенайш-да-Ажуда
- Ломба-да-Майа
- Ломба-де-Сан-Педру
- Майа (Рибейра-Гранде)
- Матриш (Рибейра-Гранде)
- Пику-да-Педра
- Порту-Формозу
- Рабу-де-Пейше
- Рибейра-Сека (Рибейра-Гранде)
- Рибейринья (Рибейра-Гранде)
- Санта-Барбара (Рибейра-Гранде)
- Сан-Браш (Рибейра-Гранде)

### Вила-Франка-ду-Кампу
- Агуа-де-Алту
- Понта-Гарса
- Рибейра-даш-Таиньяш
- Рибейра-Сека (Вила-Франка-ду-Кампу)
- Сан-Мигел (Вила-Франка-ду-Кампу)
- Сан-Педру (Вила-Франка-ду-Кампу)

## Терсейра

### Ангра-ду-Эроижму
- Алтареш
- Синку-Рибейраш
- Дозе-Рибейраш
- Фетейра (Ангра-ду-Эроижму)
- Носса-Сеньора-да-Консейсан (Ангра-ду-Эроижму)
- Порту-Жудеу
- Пошту-Санту
- Раминью
- Рибейринья (Ангра-ду-Эроижму)
- Санта-Барбара (Ангра-ду-Эроижму)
- Санта-Лузия (Ангра-ду-Эроижму)
- Сан-Бартоломеу-душ-Регатуш
- Сан-Бенту (Ангра-ду-Эроижму)
- Сан-Матеуш-да-Кальета
- Сан-Педру (Ангра-ду-Эроижму)
- Се (Ангра-ду-Эроижму)
- Серрета
- Терра-Шан
- Вила-де-Сан-Себаштиан

### Вила-да-Прая-да-Витория
- Агуалва (Прайа-да-Витория)
- Бишкойтуш
- Кабу-да-Прайа
- Фонте-ду-Баштарду
- Фонтиньяш
- Лажеш (Прайа-да-Витория)
- Порту-Мартинш
- Санта-Круш (Прайа-да-Витория)
- Куатру-Рибейраш
- Сан-Браш (Прайа-да-Витория)
- Вила-Нова (Прайа-да-Витория)

## Грасиоза

### Санта-Круш-да-Грасиоза
- Гуадалупе (Санта-Круш-да-Грасиоза)
- Луш (Санта-Круш-да-Грасиоза)
- Прайа (Санта-Круш-да-Грасиоза)
- Санта-Круш-да-Грасиоза (район)

## Сан-Жоржи

### Кальета (Азорские острова)
- Кальета (район, Азорские острова)
- Норте-Пекену
- Рибейра-Сека (Кальета)
- Санту-Антан (Кальета)
- Вила-ду-Топу

### Велаш
- Манадаш
- Норте-Гранде
- Розайш
- Санту-Амару (Велаш)
- Урзелина
- Велаш (район)

## Пику

### Лажеш-ду-Пику
- Кальета-де-Нешкин
- Лажеш-ду-Пику (район)
- Пьедаде (Лажеш-ду-Пику)
- Рибейраш
- Рибейринья (Лажеш-ду-Пику)
- Сан-Жуан (Лажеш-ду-Пику)

### Мадалена
- Бандейраш
- Канделария (Мадалена)
- Криасан-Велья
- Мадалена (район)
- Сан-Каэтану (Мадалена)
- Сан-Матеуш (Мадалена)

### Сан-Роке-ду-Пику
- Праинья (Сан-Роке-ду-Пику)
- Санта-Лузия (Сан-Роке-ду-Пику)
- Санту-Амару (Сан-Роке-ду-Пику)
- Санту-Антониу (Сан-Роке-ду-Пику)
- Сан-Роке-ду-Пику (район)

## Фаял

### Орта (Азорские острова)
- Ангуштьяш
- Капелу (Орта)
- Каштелу-Бранку (Орта)
- Седруш (Орта)
- Консейсан (Орта)
- Фетейра (Орта)
- Фламенгуш
- Матриш (Орта)
- Педру-Мигел
- Прайа-ду-Алмошарифе
- Прайа-ду-Норте
- Рибейринья (Орта)
- Салан

## Флориш

### Лажеш-даш-Флореш
- Фажан-Гранде
- Фажанзинья
- Фазенда (Лажеш-даш-Флореш)
- Лажеду (Лажеш-даш-Флореш)
- Лажеш-даш-Флореш (район)
- Ломба (Лажеш-даш-Флореш)
- Моштейру (Лажеш-даш-Флореш)

### Санта-Круш-даш-Флореш
- Кавейра
- Седруш (Санта-Круш-даш-Флореш)
- Понта-Делгада (Санта-Круш-даш-Флореш)
- Санта-Круш-даш-Флореш (район)

## Корву

### Корву
- Корву